# 1436

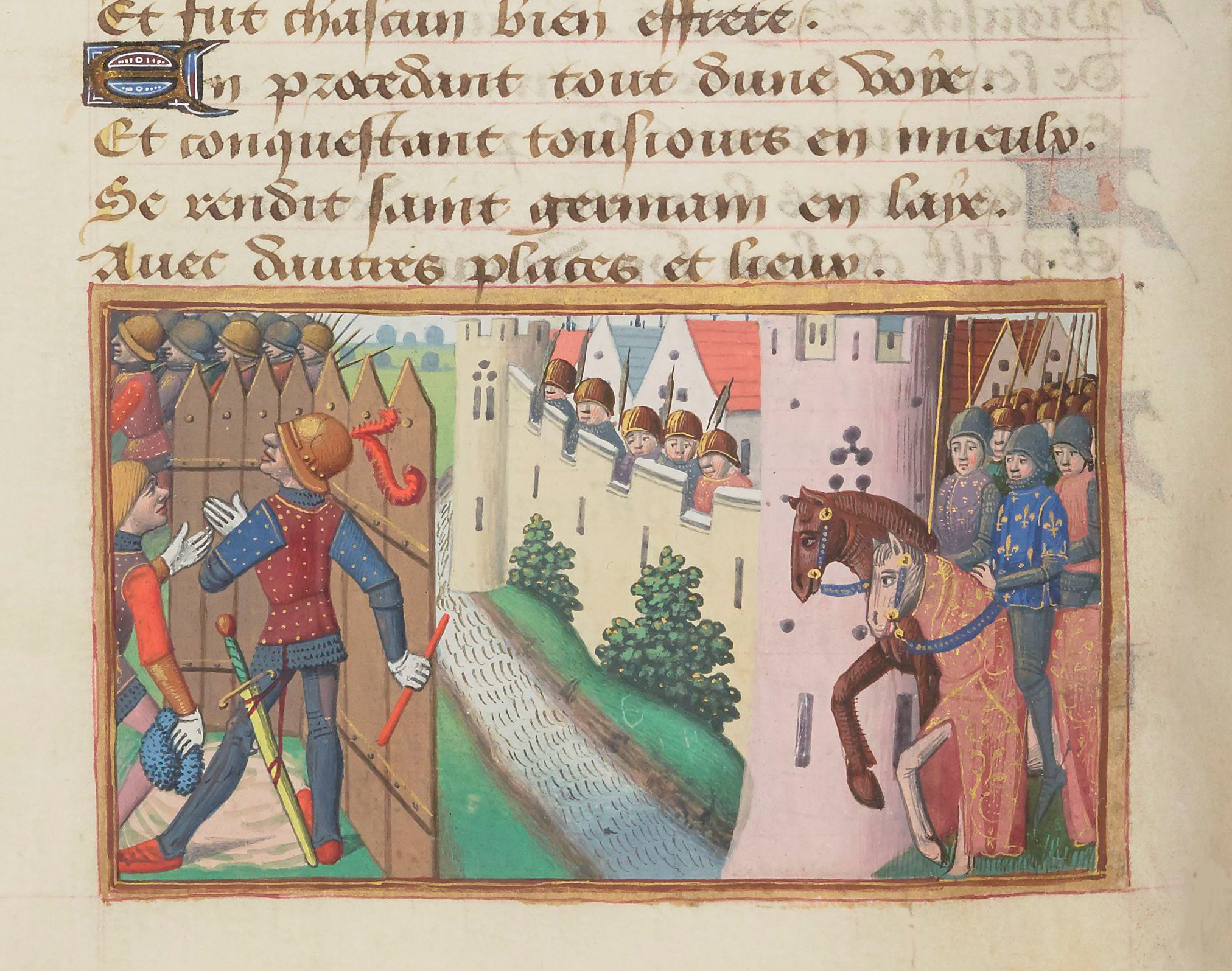
Beleg van Calais

Het jaar 1436 is het 36e jaar in de 15e eeuw volgens de christelijke jaartelling.

## Gebeurtenissen
juni
- 25 - De Franse kroonprins Lodewijk trouwt met de Schotse prinses Margaretha Stuart.

juli
- 5 - Plechtige afkondiging van de Compacta van Bazel, die een einde moeten maken aan de Hussietenoorlogen.
- 9-29 - Beleg van Calais: Mislukte poging door Filips de Goede van Bourgondië om Calais in te nemen.
- juli - Na uitsluiting van een halve eeuw krijgt het Ambacht van Lakenwevers in Mechelen weer zitting in de Schepenbank.

augustus
- 23 - De admiraal van Vlaanderen, Jan van Horne, wordt in de duinen bij Oostende door de Vlamingen gelyncht nadat Engelsen de Vlaamse kust hebben geplunderd.

september
- 1 - Het koningschap van Erik VII van Denemarken in Zweden wordt hersteld, zij het onder voorwaarden. Einde van de Engelbrekt-opstand.
- 22 - Castilië en Navarra sluiten een vredesverdrag in Toledo. Als onderdeel van dit verdrag wordt besloten tot een huwelijk tussen kroonprins Hendrik van Castilië en prinses Blanca van Navarra.

november
- 1 - Allerheiligenvloed: Grote overstroming in Oost- en Noord-Friesland.

zonder datum
- De Chontal worden onderworpen door de Zapoteken.
- De Fransen heroveren Parijs.
- De Staten van Bohemen erkennen Keizer Sigismund officieel als koning.
- Oprichting van de Seimikyoku, de voorloper van de Universiteit van Kioto.
- Afonso Gonçalves Baldaia ontdekt Rio de Oro.
- Het Solovetskiklooster in de Witte Zee wordt gesticht.
- Het muziekhandschrift MS. Canon. Misc. 213 wordt voltooid. (vermoedelijke jaartal)

- Landgraaf Frederik IV van Thüringen verordent de verdrijving van de Joden uit Thüringen.

## Opvolging
- patriarch van Antiochië (Grieks): Marcus III opgevolgd door Dorotheus II
- Foix, Bigorre en Béarn: Jan I
- Hafsiden (Tunesië): Muhammad III opgevolgd door Oethman
- Lan Xang: Khai Bua Ban opgevolgd door Kham Keut
- Liegnitz en Brieg: Lodewijk II opgevolgd door zijn echtgenote Elisabeth van Hohenzollerna
- Malwa: Ghazni Khan opgevolgd door Mahmud Khalji
- Palts - Lodewijk III opgevolgd door zijn zoon Lodewijk IV
- Saksen-Lauenburg: Erik V opgefvolgd door zijn broer Bernhard II
- admiraal van Vlaanderen: Jan van Horne opgevolgd door Simon van Lalaing

## Afbeeldingen

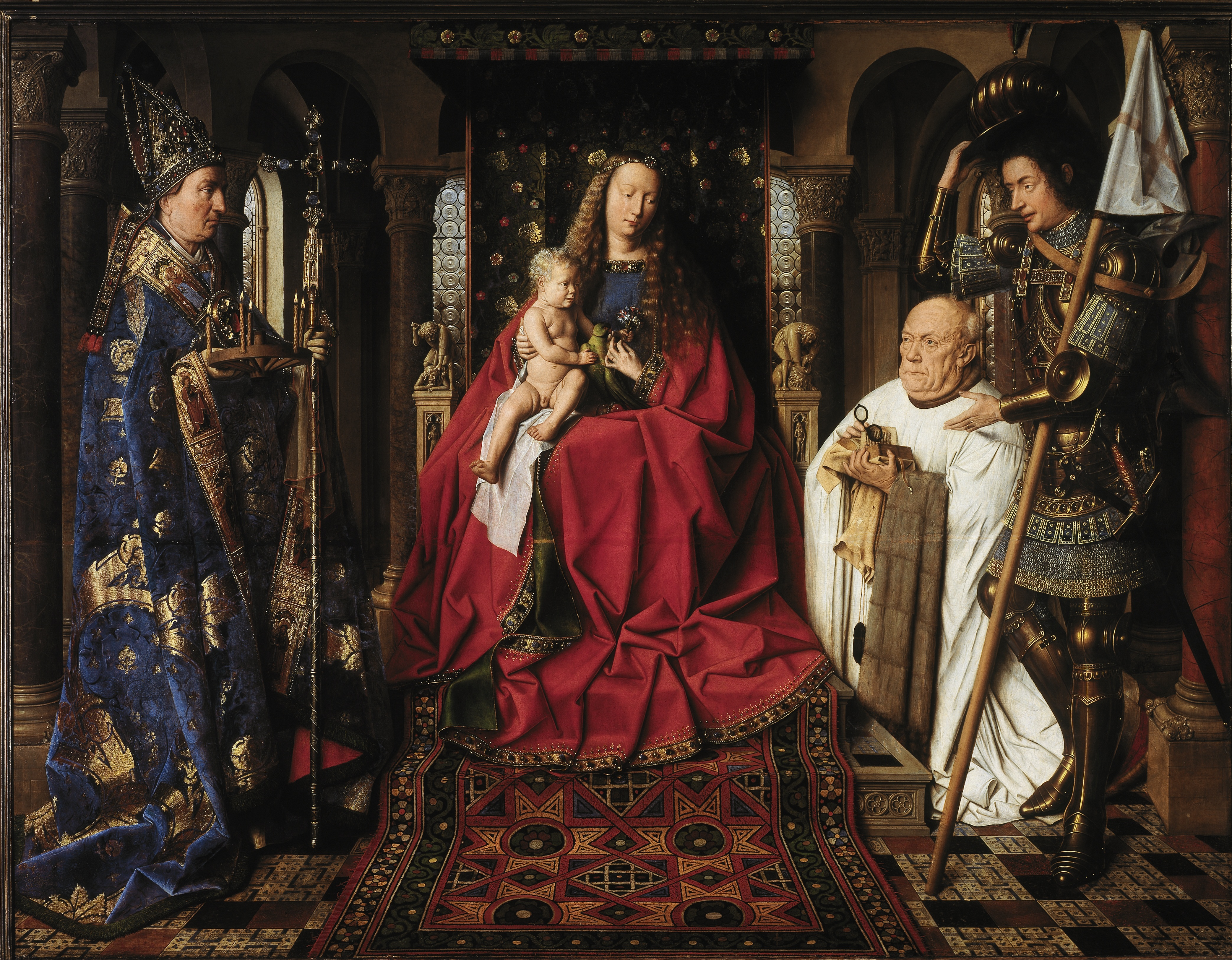
Jan van Eyck: Madonna met kanunnik Joris van der Paele
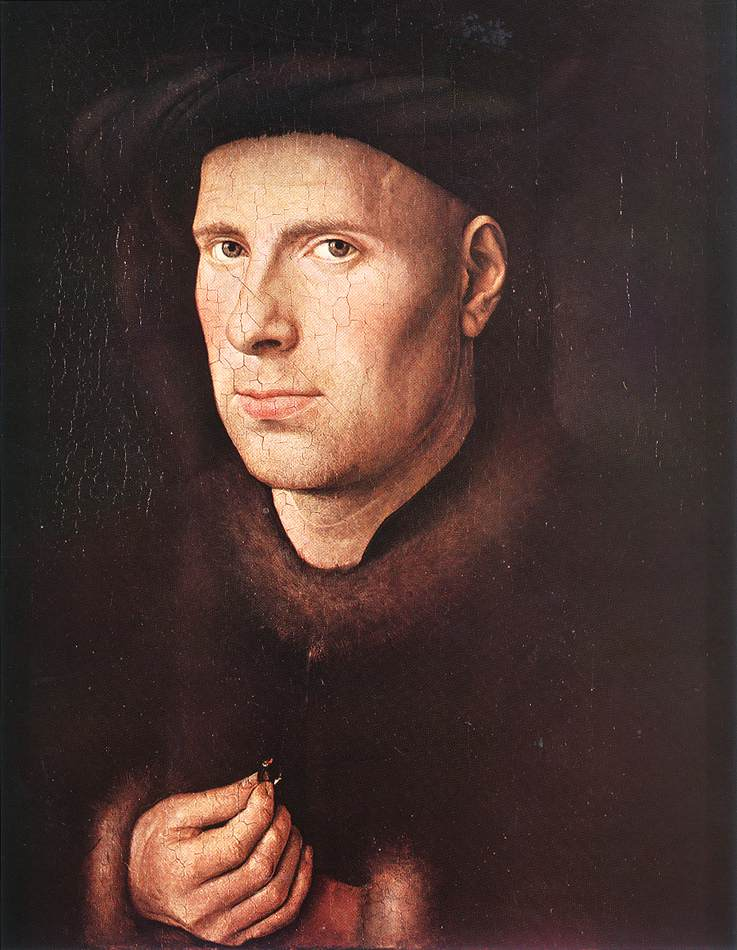
Jan van Eyck: Portret van Jan de Leeuw
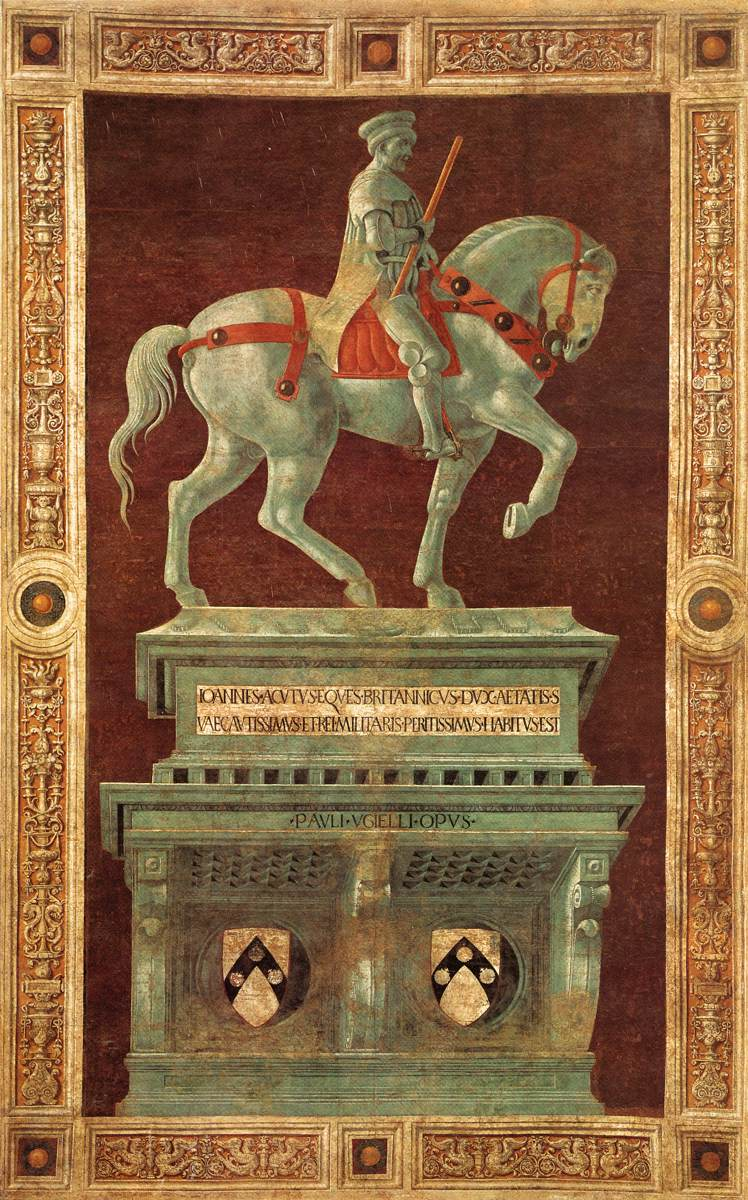
Paolo Uccello: monument voor John Hawkwood

kathedraal van Florence (koepel gereed 1436)
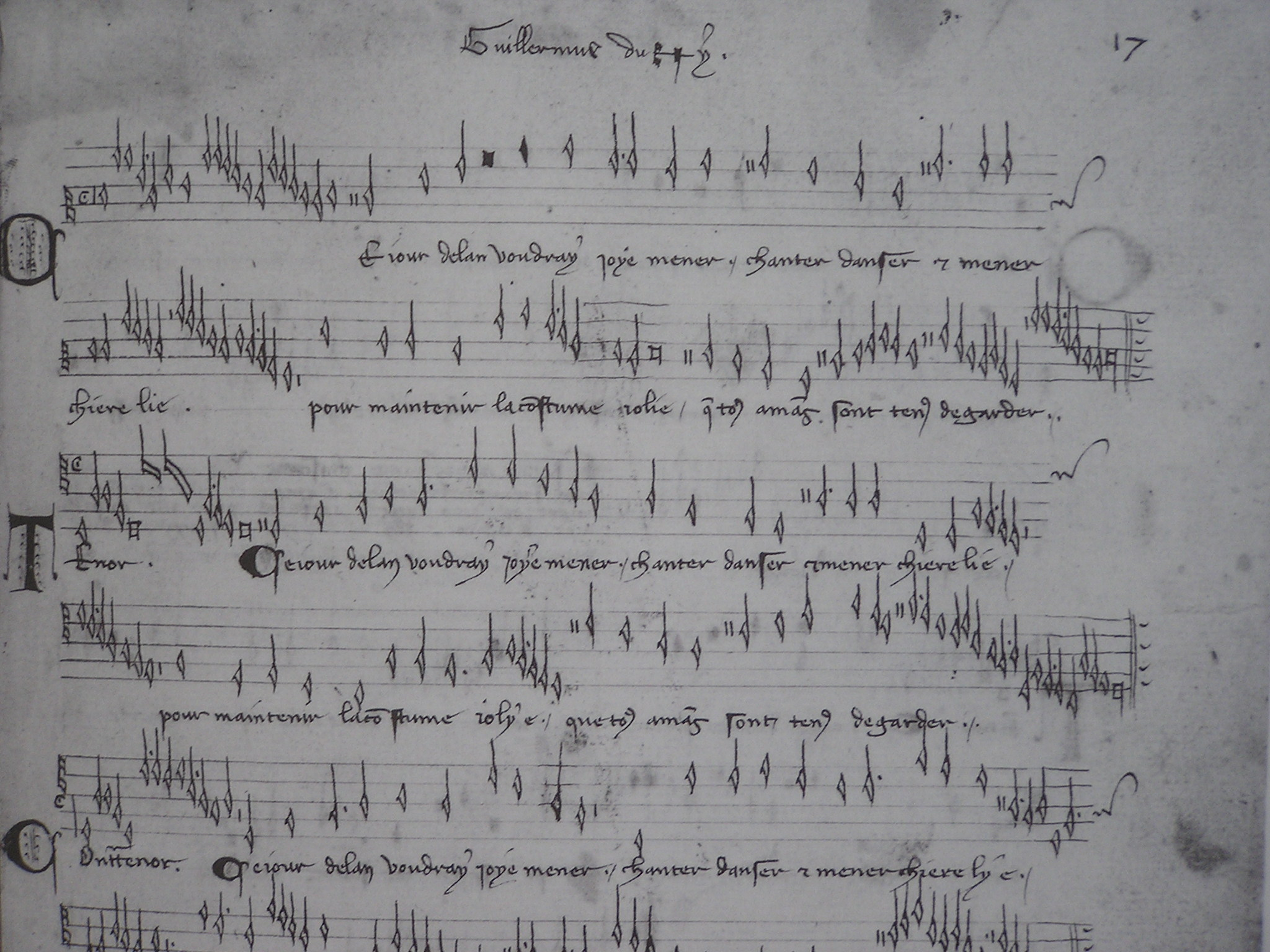
MS. Canon. Misc. 213
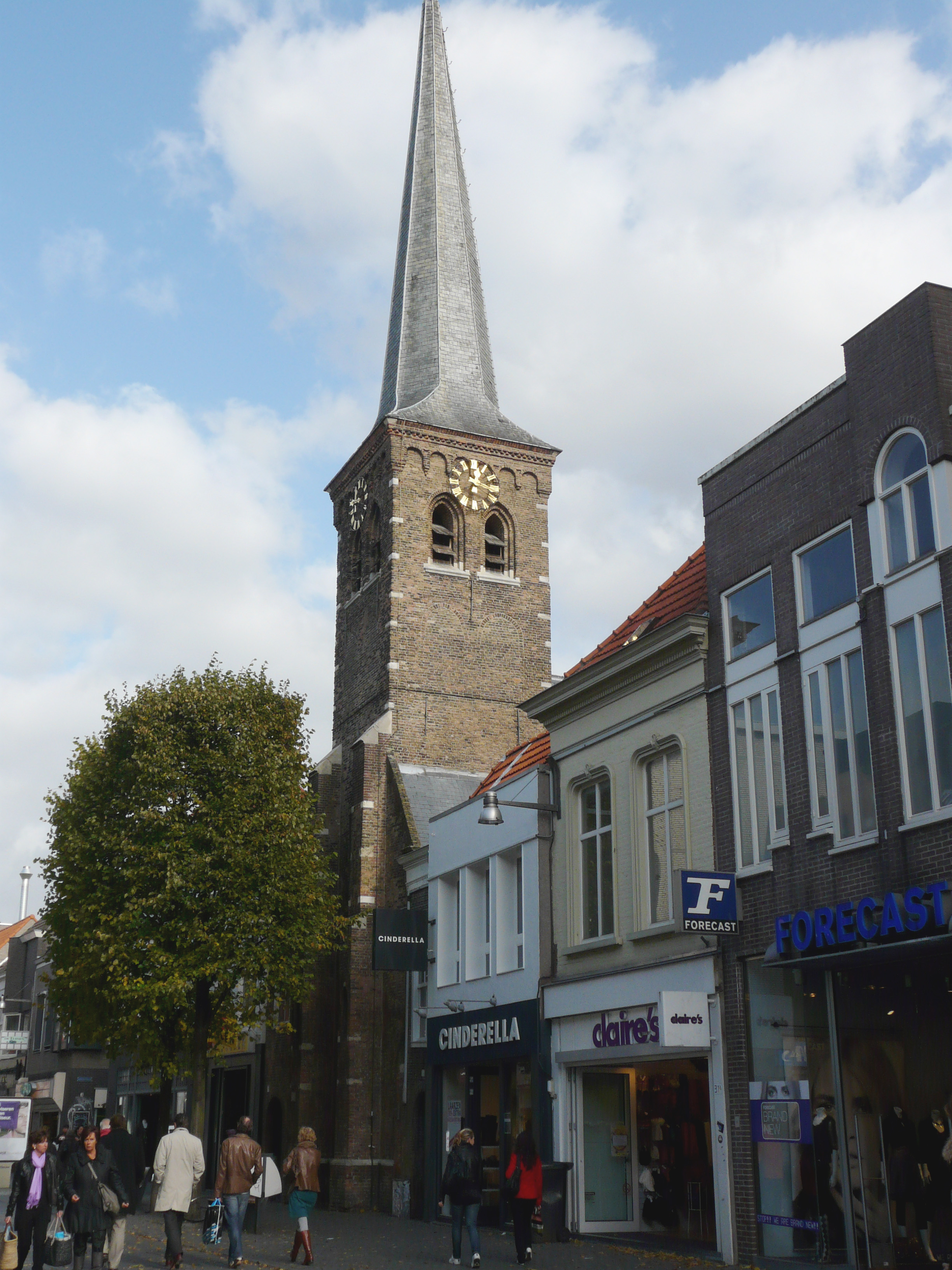
Sint-Joostkapel, Breda (gebouwd ca. 1436)

## Geboren
- 6 juni - Regiomontanus, Duits astronoom
- 26 juli - Sigismund van Beieren, hertog van Beieren-München
- november - Filips I van Croÿ, Bourgondisch staatsman
- Francisco Jiménez de Cisneros, Spaans kardinaal en staatsman
- Leonardo Loredano, doge van Venetië
- Isabella van Bourbon, echtgenote van Karel de Stoute
- Elisabeth van Oostenrijk, echtgenote van Casimir IV van Polen
- Jacob van Croÿ, Bourgondisch prelaat (jaartal bij benadering)
- Lodewijk van Genève, graaf van Genève en echtgenoot van Charlotte van Cyprus (jaartal bij benadering)

## Overleden
- 29 februari - Rienck Bockema (~85), Fries ridder
- 12 maart - Hendrik II van Ville-sur-Illon, Frans bisschop
- 4 mei - Engelbrekt Engelbrektsson (~45), Zweeds opstandelingenleider en staatsman
- 4 mei - Jan I van Foix-Grailly, Frans edelman
- 30 mei - Lodewijk II van Liegnitz (~51), Silezisch edelman
- 23 augustus - Jan van Horne, Bourgondisch staatsman
- 9 oktober - Jacoba van Beieren (35), gravin van Holland (1417-1433)
- 30 december - Lodewijk III, keurvorst van de Palts (1410-1436)
- Erik V, hertog van Saksen-Lauenburg
- Frederik VII van Toggenburg, Duits edelman
- Hedwig van Schaumburg (~38), Duits edelvrouw
- Waldemar V van Anhalt, Duits edelman
- Wojciech I van Jastrzębiec, Pools prelaat en staatsman